# Edward J. Bloustein
Edward J. Bloustein (* 20. Januar 1925 in Bronx, New York City; † 9. Dezember 1989 in Nassau, Bahamas) war ein US-amerikanischer Jurist, Hochschullehrer sowie von 1971 bis zu seinem Tod Präsident der Rutgers University in New Brunswick.

## Leben
Der Sohn polnischer Einwanderer studierte nach dem Besuch der James Monroe High School in Bronx mit Hilfe eines Stipendiums zunächst an der New York University (NYU). Im Anschluss absolvierte er mit einem Fulbright-Stipendium Philosophie an der University of Oxford und schloss dieses 1950 mit einem Bachelor of Arts (B.A. Philosophy) ab. Später erwarb er sowohl einen Doktor der Rechtswissenschaft als auch einen Doktor der Philosophie an der Cornell University.
Bloustein war von 1961 bis 1965 Professor für Rechtswissenschaft an der New York University, ehe er zwischen 1965 und 1971 Präsident des Bennington College in Vermont war. Dort leitete er die Umwandlung von einem reinen Frauencollege in ein koedukatives College ein, was dazu führte, dass sich die Zahl der Einschreibungen während seiner Präsidentschaft von 350 auf 600 nahezu verdoppelte. Neben seiner Tätigkeit als Collegepräsident war er zugleich auch Professor für Verfassungsrecht. Als Verfassungsrechtler war er ein anerkannter Fachmann für das Recht der Privatsphäre und befasste sich insbesondere mit dem 1. Zusatzartikel zur Verfassung der Vereinigten Staaten.
1971 wurde er schließlich Präsident der Rutgers University und leitete deren Geschicke bis zu seinem Tode 1989.
Bloustein, der als eifriger Befürworter der akademischen Freiheit galt, leitete die Ausweitung der Rutgers University in zahlreichen Bereichen der akademischen Forschung, aber auch des College-Football-Programms. In den letzten zehn Jahren seiner Amtszeit als Präsident der Rutgers University, der Staatsuniversität von New Jersey, wurden zahlreiche Forschungszentren eröffnet. Mit einer Förderung von 90 Millionen US-Dollar von Seiten der Staatsregierung New Jersey erhielt die Universität Zentren für angewandte Nahrungstechnologie sowie zur Erforschung von Lichtwellenleitern sowie für angewandte Biotechnologie und Medizin. Trotz teilweiser Kritik von anderen Hochschulangehörigen sah er gerade in der Förderung des Collegesports eine wichtige Rolle zur Außendarstellung der Universität. 1984 erhielt die Universität einen staatlichen Zuschuss zur Erneuerung des Football-Stadiums. 1984 war er außerdem für einige Zeit Präsident der Vereinigung der Staatsuniversitäten und Colleges.
Ihm zu Ehren wurde die Edward J. Bloustein School of Planning and Public Policy an der Rutgers University benannt.